# Louros
Louros (in greco Λούρος?) è un ex comune della Grecia nella periferia dell'Epiro (unità periferica di Prevesa) con 5 270 abitanti secondo i dati del censimento 2001.
È stato soppresso a seguito della riforma amministrativa, detta Programma Callicrate, in vigore dal gennaio 2011 ed è ora compreso nel comune di Prevesa.

## Località
Louros è suddiviso nelle seguenti comunità (i nomi dei villaggi tra parentesi):
- Ano Rachi
- Kotsanopoulo (Ano Kotsanopoulo, Kato Kotsanopoulo)
- Louros
- Neo Sfinoto
- Oropos (Neos Oropos)
- Revmatia (Revmatia, Kato Revmatia)
- Skiadas (Skiadas, Aloni, Kontates)
- Stefani
- Trikastro
- Vrysoula